# Wavrans-sur-Ternoise
Wavrans-sur-Ternoise település Franciaországban, Pas-de-Calais megyében. Lakosainak száma 196 fő (2022. január 1.). Wavrans-sur-Ternoise Hernicourt, Fleury és Pierremont községekkel határos.

## Népesség
A település népessége az elmúlt években az alábbi módon változott:
| Lakosok száma | 213  | 204  | 199  | 201  | 197  | 195  | 195  | 196  | 196  |
|               | 2013 | 2015 | 2016 | 2017 | 2018 | 2019 | 2020 | 2021 | 2022 |